# Bretó cerdà
El bretó cerdà és el subgrup de cavalls de l'agrupació hipermètrica pirinenca fenotípicament més ben definit de manera que té característiques prou homogènies perquè es pugui considerar un grup racial. És propi de la Cerdanya.
El seu aspecte és una mica més esvelt i menys massís que el de l'agrupació. Potser tenen una major influència genètica del cavall català que la resta de població. És un cavall de cap pesant i front llarg. Té una talla d'uns 1,53 m i una longitud d'uns 1,54 m i pesa uns 610 kg. Hi ha, a més, el costum de tallar-los les crins que els dona un aspecte més diferent.
L'Associació de Criadors de Cavalls de la Cerdanya vetlla pel manteniment de la raça.